# Just Like the Fambly Cat
Just Like the Fambly Cat è il quarto album in studio del gruppo indie rock statunitense Grandaddy, pubblicato nel 2006.

## Tracce
Testi e musiche di Jason Lytle, eccetto Shangri-La (Outro) di Jeff Lynne.
1. What Happened... – 2:19
2. Jeez Louise – 3:41
3. Summer... It's Gone – 5:30
4. Oxygen/Aux Send – 1:08
5. Rear View Mirror – 6:08
6. The Animal World – 4:53
7. Skateboarding Saves Me Twice – 3:22
8. Where I'm Anymore – 6:07
9. 50% – 1:02
10. Guide Down Denied – 6:32
11. Elevate Myself – 3:41
12. Campershell Dreams – 3:44
13. Disconnecty – 3:34
14. This Is How It Always Starts + Shangri-La (Outro) (hidden track) – 10:02